# Tioga (Texas)
Tioga és una població dels Estats Units a l'estat de Texas. Segons el cens del 2000 tenia 754 habitants.

## Demografia
Segons el cens del 2000, Tioga tenia 754 habitants, 291 habitatges, i 197 famílies. La densitat de població era de 236,7 habitants per km².
Dels 291 habitatges en un 32,3% hi vivien nens de menys de 18 anys, en un 55,7% hi vivien parelles casades, en un 8,2% dones solteres, i en un 32% no eren unitats familiars. En el 25,8% dels habitatges hi vivien persones soles l'11,3% de les quals corresponia a persones de 65 anys o més que vivien soles. El nombre mitjà de persones vivint en cada habitatge era de 2,59 i el nombre mitjà de persones que vivien en cada família era de 3,19.
Per edats la població es repartia de la següent manera: un 26,3% tenia menys de 18 anys, un 9% entre 18 i 24, un 32,1% entre 25 i 44, un 20,3% de 45 a 60 i un 12,3% 65 anys o més.
L'edat mediana era de 35 anys. Per cada 100 dones de 18 o més anys hi havia 94,4 homes.
La renda mediana per habitatge era de 37.153 $ i la renda mediana per família de 44.688 $. Els homes tenien una renda mediana de 29.200 $ mentre que les dones 27.778 $. La renda per capita de la població era de 17.373 $. Aproximadament el 5% de les famílies i el 6,4% de la població estaven per davall del llindar de pobresa.

## Poblacions més properes
El següent diagrama mostra les poblacions més properes.